# Michel Mathieu (banquier)
Pour les articles homonymes, voir Michel Mathieu et Mathieu.
 (août 2022).
Michel Mathieu, né le 3 octobre 1958, est un banquier français.

## Carrière
Après un doctorat en droit des affaires, Michel Mathieu commence sa carrière en 1983 à la Caisse régionale du Crédit Agricole du Gard, puis devient en 1995 directeur général adjoint de la Caisse régionale du Midi.
En 1990, il obtient sa première nomination en tant que directeur général de la caisse régionale du Gard.
En 2005, il devient directeur général de la caisse régionale du Midi dans la perspective de fusionner les deux caisses régionales (Gard et Midi). Cette fusion se réalise en 2007, et donne naissance à la Caisse régionale du Languedoc.
En mars 2010, il devient directeur général délégué de Crédit agricole SA chargé des activités suivantes : finances, ressources humaines, juridique et conformité, informatique, stratégie, études économiques, ressources internes et immobilier. Il est aussi membre du comité exécutif de ce même groupe.
En avril 2016, Michel Mathieu prend la direction générale de LCL et de la banque de proximité à l'international au sein du groupe Crédit agricole SA.

## Autres activités
Michel Mathieu est administrateur de Crédit Agricole Italia, d'Amundi et de Predica, filiale de Crédit agricole assurances. Il fut aussi président du Manège de Chaillot (Théâtre national de Chaillot),, et administrateur d'Eurazeo jusqu'en avril 2017,.
Depuis 2019, il préside Openîmes.

## Ouvrages
Michel Mathieu est l'auteur du livre L'exploitant bancaire et le risque crédit, publié en 1995 à la Revue Banque. En 2014 paraît son second ouvrage Nouvelles banques : les banques ne seront plus jamais les mêmes. En 2019, il publie Ville Makers, ouvrage sur le futur des villes, à horizon 2050, en collaboration avec une dizaine d'hommes et de femmes qui œuvrent au quotidien à inventer le futur de la ville,.

## Distinctions
- Chevalier de la Légion d'honneur[20]
- Chevalier de l'ordre des Arts et des Lettres[21]